# Echinodorus bleheri
Espèce
Echinodorus bleheri ou Epée d'eau à large feuille est une plante aquatique tropicale de la famille des Alismataceae. L'épithète spécifique rend hommage à l'ichtyologiste Heiko Bleher.

## Origine
Amérique du Sud

## Description
Ses feuilles peuvent atteindre 60 cm de long.

## Synonyme
Echinodorus paniculatus.

## Culture en aquarium
Echinodorus bleheri est une plante populaire car très facile de culture. La rapidité de sa croissance engendre un épuisement progressif du substrat. On veillera en conséquence à prévoir un sol ad hoc ainsi qu'à enrichir ce dernier lorsque la croissance du plant marquera un arrêt. Cette espèce n'est pas difficile sur le plan de l'éclairage. Un éclairage moyen sera suffisant. Concernant la température, elle s'étalera entre 22 et 28 °C.
pH 6,5 à 7,5. Croissance rapide, plusieurs feuilles par mois. Peu exigeante, très robuste. Envahissante, doit être cultivée dans un aquarium de grande capacité. Taille Apport régulier en fer (dans le substrat et sous forme liquide) indispensable car une carence entraîne des dégénérescences qui se manifestent par l'apparition de feuilles en forme de cœur, translucides et jaunâtres. Supporte les eaux dures. Substrat riche. L'intensité lumineuse recommandée est de 800 Lux. Au vu de ses grandes feuilles, il faut faire attention de ne pas mettre de petites plantes trop à proximité (sous peine de ne pas les voir pousser normalement) car échinodorus bleheri leur ferait beaucoup d'ombre.